# Galaxy 7
O Galaxy 7 (G-7), também conhecido por Telstar 7, foi um satélite de comunicação geoestacionário construído pela Hughes, ele era de propriedade da PanAmSat, empresa que foi adquirida em 2005 pela Intelsat. O satélite foi baseado na plataforma HS-601 e sua expectativa de vida útil de 12 anos.

## História
O Galaxy 7 foi o primeiro satélite que levou cargas de banda C e Ku juntos,  para prestar serviços aos clientes americanos da PanAmSat. O mesmo ofereceu o dobro da capacidade do satélite que ele substituiu. O Galaxy 7 era equipado com 24 transponders em banda C e 24 em banda Ku. Ele foi configurado para fornecer cobertura para todos os Estados Unidos, além da bacia do Caribe, com uma intensidade de sinal de 36 dBW em banda C e 45 dBW em banda Ku em todo o território continental dos EUA. Ele foi posicionada em uma órbita geoestacionária a 91 graus oeste e tinha uma vida útil prevista de 12 anos.
No dia 13 de junho de 1998, houve uma breve paragem de uma porção da capacidade de banda C do Galaxy 7, que foi acompanhada pela incapacidade da sonda primária do processador de controlo a bordo (SCP.). O controlo do satélite foi automaticamente ligado para o processador de controle de reposição e da sonda estava operando normalmente. Desde então, o Galaxy 7 foi utilizado como cópia de segurança por satélite, fornecendo serviços ocasionais nos Estados Unidos. Em 22 de novembro de 2000, o SCP secundário falhou. O satélite foi declarado como perda total.

## Lançamento
O satélite foi lançado com sucesso ao espaço no dia 28 de outubro de 1992, por meio de um veículo Ariane 42P H10+ a partir do Centro Espacial de Kourou, na Guiana Francesa. Ele tinha uma massa de lançamento de 3.009 kg.